# Beacon of Hope (Monumento)
O Beacon of Hope é um monumento colunar de aço em Oklahoma City, Oklahoma. Ele está localizado em Stiles Circle Park, perto do Centro de Ciências da Saúde da Universidade de Oklahoma, da Escola de Ciências e Matemática de Oklahoma e da sede do Departamento de Comércio de Oklahoma. O monumento é visível da Interstate 235 e do centro de Oklahoma City. O Stiles Circle Park é mantido pelo Departamento de Parques e Recreação da cidade de Oklahoma City.
Um raio de luz verde ou branca pode ser projectado directamente para o céu a partir do monumento. A intensidade do feixe é supostamente de 1 bilião de velas, com capacidade de estender até 5.498 pés; no entanto, essa afirmação foi questionada. A luz simboliza a natureza curativa do centro de saúde próximo.